# Fajr-3
Fajr-3 (betyder "gryning" på persiska) är en ballistisk robot utvecklad av Iran. Man testade missilen november 1996.